# Cykelsport

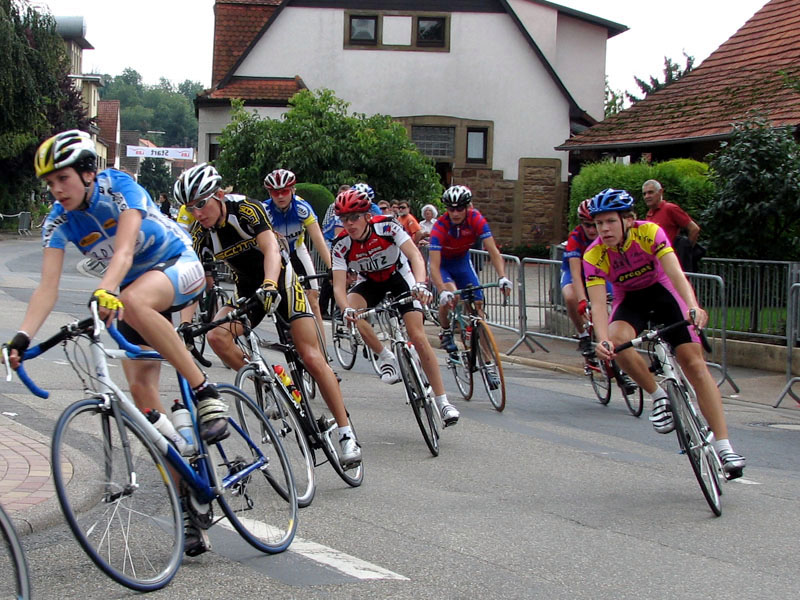
Tävlingscyklister

Cykelsport omfattar tävlingar med specialkonstruerade cyklar på landsväg, på banor inom- och utomhus samt i terräng. Sporten är en olympisk sport. Se cykling vid Olympiska sommarspelen.
Cykelsport bedrivs i ett antal olika grenar. I Sverige förekommer landsvägs-, mountainbike-, BMX-, cykelcross- och bancyklingstävlingar. Den sistnämnda grenen förekom länge bara utomlands. 2010 invigdes dock YA arena i Falun, numera kallad Velodromen. Sedan 2011 anordnas tävlingar där. Internationella cykelförbundet, UCI, har också en avdelning för inomhuscykling, vilket i sin tur är uppdelat i cykelboll och konstcykling. Det tävlas även i mountainbikeorientering, vilken administreras av det internationella orienteringsförbundet.

## Historik

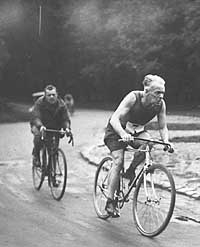
Tävlingscyklister 1936 med Henri Desgrange i täten

Det första dokumenterade cykelloppet var ett 1200 meters lopp som hölls den 31 maj, 1868 i Saint-Cloudparken, Paris.  Det vanns av den utvandrade engelsmannen Dr. James Moore, som använde en cykel med solida gummidäck. Den första cykeltävling som omfattade en sträcka mellan två städer var Paris-Rouen, vilken också vanns av James Moore, som avverkade de 123 kilometerna på 10 timmar och 40 minuter.

## Tradition och regelverk
Under decenniers gång utvecklades särskilt inom landsvägscyklingen både formella och informella regler och normer om uppträdande, klädkoder, stallseder och språkbruk som för den oinvigde förefaller mycket hierarkiska och tidvis despotiska. Det fanns också normer för samverkan med konkurrenter och lojalitet när någon/några exempelvis vurpade under loppet. I slutet på 1980-talet medförde kommersiella intressen en uppluckring av klädkoderna, men det var likväl uppseendeväckande när Lance Armstrong i sin comeback vid Tour de France 2009 kom iförd svarta strumpor. Detaljen föranledde skribenten Lena Andersson till en längre insiktsfull kommentar i DN inför loppet.
Att våga förändra nedärvda attityder och strukturer tillkommer inte dem av lägre rang som befinner sig inom gränsen, eftersom straffen vid överträdelse av de underförstådda reglerna är utfrysning och rangförlust, oftast mer kännbar än eventuella formella böter.
Topprankade amerikaner som Armstrong och Greg LeMond kände inte traditionens tyngd på samma sätt och kunde därför tillåta sig rebellens roll. Men de fick snart ändra sitt beteende.
Även inom mountainbike har klädkoder och regelverk ibland vållat uppror. Fram till 2008 var man tvungen att tävla i tights. Brott mot regelverket kunde leda till diskvalificering eller böter, vilket cyklisten Paola Pezzo fick erfara vid några tillfällen. Hon härsknade till och genomförde ett VM i raffset.
Tydligaste uttryck har protester mot upplevt översitteri tagit sig inom disciplinen singlespeed, där verksamheten körs helt i egen regi.

## Landsvägscykling
Tävlingar på landsväg sker dels i form av enskilda lopp (endagslopp) som kan vara antingen linjelopp eller tempolopp, dels som etapplopp där tiden från varje dags tävling adderas och den som har lägst tid när alla etapper körts, vinner. 

### Kända cykeltävlingar
De tre stora etapploppen, Grand Tours, är Tour de France, Giro d'Italia och Vuelta a España. Det finns därutöver flera kända årliga etapplopp som Schweiz runt, Paris-Nice, Tirreno-Adriatico, Romandiet runt och Critérium du Dauphiné. Professionella etapplopp och endagslopp finns jorden över under i stort sett hela året, men de största och mest prestigefyllda körs i Europa från mitten av februari till mitten av oktober. 
Endagsklassiker under våren såsom Paris–Roubaix, La Flèche Wallonne, Amstel Gold Race, Milano–Sanremo, Flandern runt, Liège–Bastogne–Liège och Gent–Wevelgem, liksom Lombardiet runt på hösten, är allihopa tuffa tävlingar, och den som vinner blir oftast mycket omtalad och ansedd som en mycket duktig cyklist.

#### Svenska cykeltävlingar
Under mellankrigstiden och fram till 1960-talet var cykelsporten en av Sveriges stora nationalsporter. Det största loppet var Sexdagarsloppet som arrangerades åren 1924–1975, ett etapplopp som bara var öppet för amatörer. Bakom loppet stod, förutom cykelförbundet, Dagens Nyheter och de stora cykelfabrikanterna som Nymans/Crescent och Monark. Loppet döptes senare om till Postgirot Open och var då öppet för såväl proffs som amatörer och arrangerades under perioden 1982 till 2003. Huvudsponsor var statliga Postgirot.
Det finns flera motionslopp i Sverige, en lista nedanför på några exempel:
| Namn                                  | Funnits sedan (Årtal) | Start(Ort)  | Mål(Ort) | Distans(km)                    |
| ------------------------------------- | --------------------- | ----------- | -------- | ------------------------------ |
| Cykelvasan                            | 2009                  | Sälen       | Mora     | 90                             |
| Kävlingetrampen                       | 1974                  | Furulund    | Furulund | 75                             |
| Långsvan runt                         | -                     | Köping      | Köping   | 77                             |
| Mälaren runt                          | 1892                  | Barkarby    | Barkarby | 340                            |
| Ringsjön runt                         | 1966                  | Höör        | Höör     | 125                            |
| Siljan runt                           | 1968                  | Sollerön    | Sollerön | 160                            |
| Skandisloppet / Scandinavian Race     | 1909                  | Uppsala     | Uppsala  | 167                            |
| Sverigeloppet                         | 1951                  | Haparanda   | Ystad    |                                |
| Sverigetempot                         | 2012                  | Riksgränsen | Smygehuk | 2100                           |
| Stockholm-Göteborg                    | 2013                  | Stockholm   | Göteborg | 550                            |
| Tjejtrampet                           | 1990                  | -           |          |                                |
| Viken runt                            | -                     | -           |          |                                |
| Tour Of Jämtland / Åre Bike Challenge | 2010                  | Trondheim   | Åre      | 214                            |
| Vätternrundan                         | 1966                  | Motala      | Motala   | 315 (sedan 2021, tidigare 300) |

### Kända tävlingscyklister
Fyra cyklister, Jacques Anquetil, Eddy Merckx, Bernard Hinault och Miguel Induráin har vunnit Tour de France fem gånger. Maurice Garin blev 1903 den första cyklisten att vinna Tour de France. Amerikanen Lance Armstrong vann Tour de France sju gånger under sin huvudkarriär, men blev ifråntagen alla segrar 2012, då det visade sig att Armstrong varit dopad under sin karriär.
Tre cyklister, Alfredo Binda, Fausto Coppi och Eddy Merckx, har vunnit Giro d'Italia fem gånger. Under tävlingen 2003 övertog italienaren Mario Cipollini rekordet för antal etappsegrar efter Alfredo Binda. Cipollini vann 42 stycken etapper i tävlingen. Alessandro Petacchi har rekordet på antalet vunna etapper under en enda tävling, Petacchi vann nio etapper på Giro d'Italia 2004.
Giovanni Brunero, Gino Bartali, Fiorenzo Magni, Bernard Hinault och Felice Gimondi vann alla Giro d'Italia tre gånger under sina karriärer.
Tony Rominger och Roberto Heras vann Vuelta a España två gånger under sina respektive karriärer.
Marco Pantani vann både Giro'Italia och Tour de France under 1998. Förutom Pantani har också Fausto Coppi, Jacques Anquetil, Eddy Merckx, Bernard Hinault, Stephen Roche och Miguel Indurain lyckats med att vinna både Giro'Italia och Tour de France under ett och samma år. Jacques Anquetil och Bernard Hinault vann vid ett annat tillfälle också Tour de France och Vuelta a España under ett och samma år. Eddy Merckx, Giovanni Battaglin och Alberto Contador gjorde samma sak under Giro d’Italia och Vuelta a España. 
Ingen cyklist har hittills vunnit alla tre Grand tours under ett och samma år, men Jacques Anquetil, Felice Gimondi, Eddy Merckx, Bernard Hinault och Alberto Contador vann alla de tre stora etapploppen under sina karriärer.
Jacques Anquetil, Gino Bartali, Giovanni Battaglin, Alberto Contador, Fausto Coppi, Pedro Delgado, Laurent Fignon, Charly Gaul, Felice Gimondi, Bernhard Hinault, Miguel Indurain, Jan Janssen, Hugo Koblet, Eddy Merckx, Gastone Nencini, Luis Ocaña, Marco Pantani, Roger Pingeon, Stephen Roche, Toni Rominger, Jan Ullrich och Joop Zoetemelk vann allihop flera tävlingar inom Grand Tours under sina karriärer.
Tom Simpson avled under en etapp av Tour de France 1967.
Paolo Bettini vann världsmästerskapen 2006 och 2007. Han tog också guldmedaljen i de Olympiska sommarspelen 2004.
Nedan följer en listning av de tjugo främsta landsvägscyklisterna genom tiderna till och med 2024 enligt CyclingRanking och ProCyclingStats
|    | CyclingRanking     | ProCyclingStats    |
| -- | ------------------ | ------------------ |
| 1  | Eddy Merckx        | Eddy Merckx        |
| 2  | Alejandro Valverde | Sean Kelly         |
| 3  | Sean Kelly         | Francesco Moser    |
| 4  | Gino Bartali       | Bernard Hinault    |
| 5  | Francesco Moser    | Roger De Vlaeminck |
| 6  | Joop Zoetemelk     | Alejandro Valverde |
| 7  | Raymond Poulidor   | Jacques Anquetil   |
| 8  | Roger De Vlaeminck | Rik Van Looy       |
| 9  | Felice Gimondi     | Laurent Jalabert   |
| 10 | Jacques Anquetil   | Gino Bartali       |

|    | CyclingRanking      | ProCyclingStats  |
| -- | ------------------- | ---------------- |
| 11 | Bernard Hinault     | Fausto Coppi     |
| 12 | Rik Van Looy        | Giuseppe Saronni |
| 13 | Fausto Coppi        | Freddy Maertens  |
| 14 | Laurent Jalabert    | Felice Gimondi   |
| 15 | Costante Girardengo | Joop Zoetemelk   |
| 16 | Vincenzo Nibali     | Erik Zabel       |
| 17 | Alberto Contador    | Tadej Pogačar    |
| 18 | Lance Armstrong     | Peter Sagan      |
| 19 | Davide Rebellin     | Tony Rominger    |
| 20 | Tadej Pogačar       | Raymond Poulidor |

Med grönt markeras de cyklister som ligger top-10 på båda listorna, med rosa de som bara ligger top-20 på en av dem. Den ende som båda listorna är överens om är markerad med gult.

#### Kända svenska tävlingscyklister

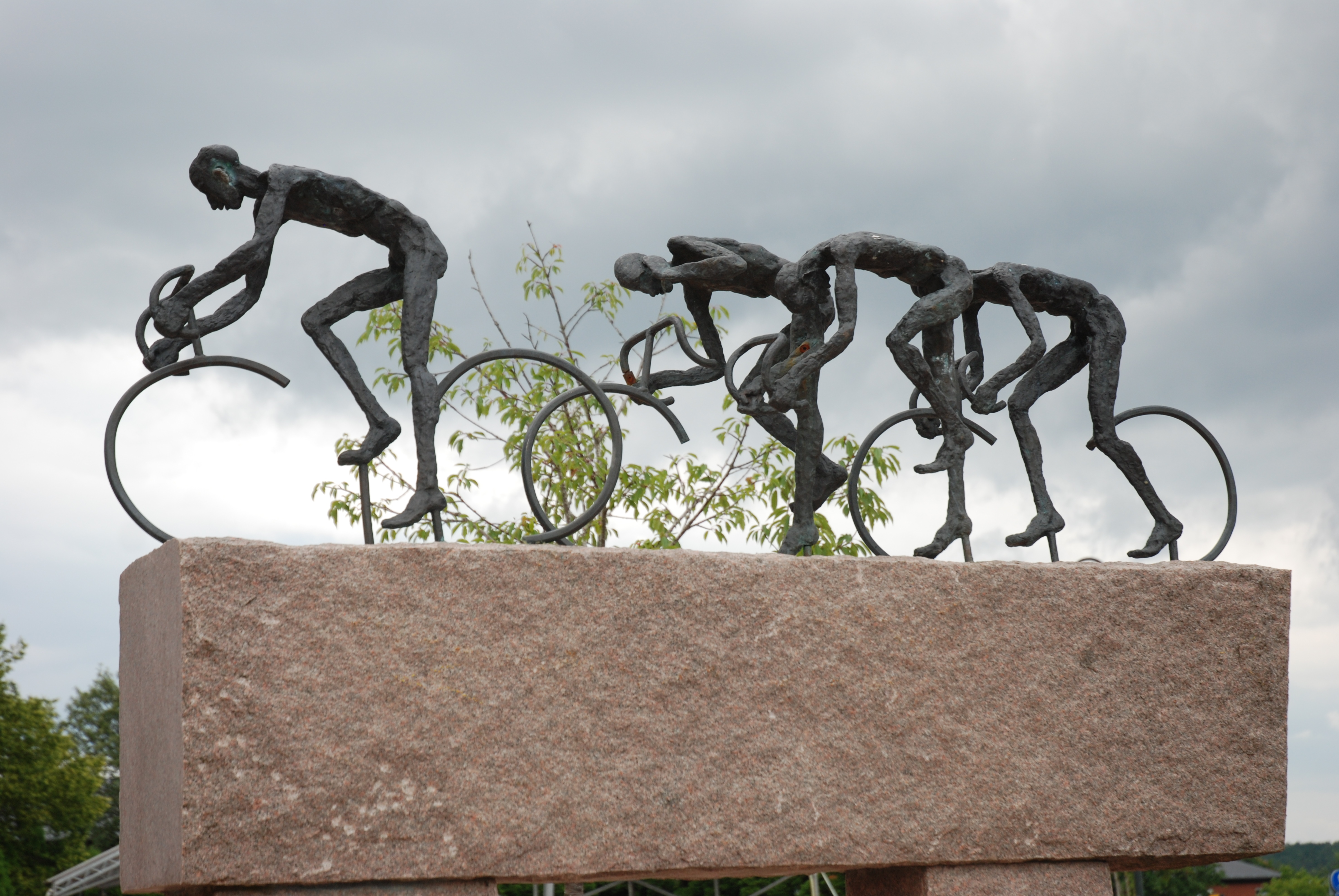
Bröderna Fåglum-skulpturen av Bosse Anås på Murartorget i Vårgårda.

Magnus Bäckstedt var den första svenska herrcyklisten någonsin att vinna en etapp i Tour de France. Han vann också Paris-Roubaix 2004.
Två svenska cyklister, Sven-Åke Nilsson och Thomas Löfkvist, har burit ledartröjor i Tour de France. 
Bröderna Fåglum, Gösta, Sture, Erik och Tomas Pettersson, vann världsmästerskapen i lagtempo (amatörer) 1967, 1968 och 1969 och räknas bland Sveriges genom tidernas främsta herrcyklister.
Gunnar Sköld tog guld i världsmästerskapen (amatörer) 1921. Harry Snell blev den andra svenska cyklisten att ta guld i världsmästerskapen (amatörer) 1948.
Marianne Berglund vann VM i linjelopp 1983 och år 2002 och 2003 korsade Susanne Ljungskog mållinjen framför sina konkurrenter i VM:s linjelopp. 
Inom cykelsporten för män är de Olympiska spelen den mindre viktiga stora tävlingen (eftersom det endast var amatörer som deltog fram till 1992 har OS låg status historiskt sett), men vinnaren av en guldmedalj blir ihågkommen under lång tid. Under de Olympiska sommarspelen 1976 i Montréal tog den svenska cyklisten Bernt Johansson hem OS-guld. Under sin karriär vann han också VM-guld i lagtempo (amatörer) tillsammans med Lennart Fagerlund, Sven-Åke Nilsson och Tord Filipsson år 1974. Johansson slutade också trea i Giro d'Italia 1979. Gustav Larsson tog silver i tempoloppet i Olympiska sommarspelen 2008 och tog därmed den första individuella medaljen, för herrar sedan Bernt Johanssons guld 1976. Harry Stenquist tog dock den första svenska guldmedaljen i Antwerpen 1920.
Tommy Prim blev 1983 den förste svenske cyklisten som vann en klassiker då han vann Paris–Bryssel. Därtill blev han totalsegrare av Tour de Romandie 1981 och av Tirreno–Adriatico 1984. Han kom dessutom på andra plats totalt i Giro d'Italia 1981 och 1982.
Inom cykelsporten för kvinnor är de Olympiska spelen dock en viktigare tävling. Den 10 augusti 2008 under de Olympiska sommarspelen 2008 tog den svenska cyklisten Emma Johansson hem Sveriges första medalj i damcykling någonsin.
Under 1996–1998 vann Glenn Magnusson tre etappsegrar i Giro d'Italia.
Bland andra kända svenskar cyklister märks Tobias Ludvigsson, Gustav Larsson, Monica Holler, Marcus Ljungqvist, Alf Segersäll och Fredrik Kessiakoff. Den sistnämnde började sin karriär som framgångsrik MTB-cyklist men har bytt till landsvägscykling och hade bergströjan i Tour de France under sju dagar 2012. Senare under samma år vann han även en etapp under Vuelta a España.
Tabellen nedan listar de tio bästa svenska herrarna enligt CyclingRanking och ProCyclingStats och de tio bästa damerna enligt ProCyclingStats genom tiderna till och med 2024.
|                | Herrar            | Herrar            | Damer                   |
| CyclingRanking | ProCyclingStats   | ProCyclingStats   |                         |
| -------------- | ----------------- | ----------------- | ----------------------- |
| 1              | Tommy Prim        | Gösta Pettersson  | Emma Johansson          |
| 2              | Gösta Pettersson  | Tommy Prim        | Susanne Ljungskog       |
| 3              | Sven-Åke Nilsson  | Bernt Johansson   | Emilia Fahlin           |
| 4              | Thomas Lövkvist   | Sven-Åke Nilsson  | Marianne Berglund       |
| 5              | Gustav Larsson    | Gustav Larsson    | Monica Holler           |
| 6              | Bernt Johansson   | Magnus Bäckstedt  | Madeleine Lindberg      |
| 7              | Magnus Bäckstedt  | Thomas Lövkvist   | Jenny Algelid-Bengtsson |
| 8              | Marcus Ljungqvist | Tomas Pettersson  | Tuulikki Jahre          |
| 9              | Tobias Ludvigsson | Alf Segersäll     | Sara Mustonen           |
| 10             | Tomas Pettersson  | Marcus Ljungqvist | Marie Höjler            |

## Mountainbike

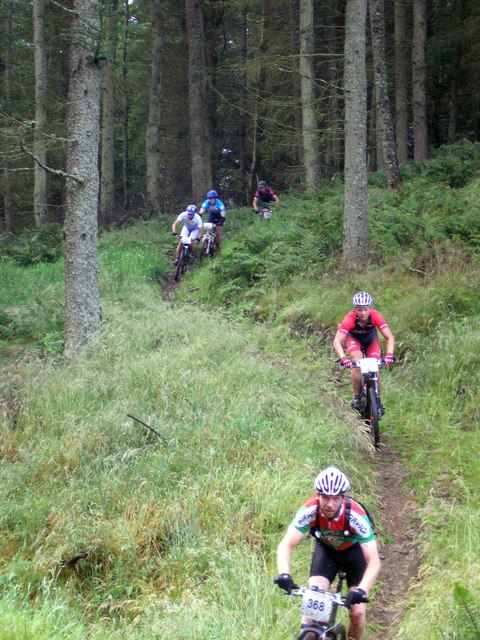
New Mountainbike Route on Three Brethren - geograph.org.uk - 908188

,Mountainbike är en terrängcykel och namnet användsför såväl cykeln som aktiviteten. Tävlingsformerna inom mountainbike definieras av terräng och därmed även för dess speciellt framtagna cyklar. Downhill, free-ride/cykelenduro, cykeltrial, singlespeed och olika varianter cross-country är några av dessa.

## BMX
BMX (cykelmotocross) kräver en speciell typ av cykel och utövas på en motocross-liknande bana med olika typer av hopp och doserade kurvor, kallade bermar. BMX utvecklades i Kalifornien USA under det tidiga 1970-talet av pojkar som var för unga för att köra motorcykel. BMX Freestyle förekommer i varianter som
Flatland, Street, Miniramp, Vertramp och Dirt.
Från och med Olympiska sommarspelen 2008 i Peking, Kina är BMX en sommarolympisk gren.

## Cykelcross
Tävlingarna framförs typiskt på varvbana där varvtiden är omkring fem till tio minuter och den totala tävlingstiden är runt 40 minuter för damelit och juniorer och runt 60 minuter för herrelit. Banan ska innehålla variationer mellan till exempel stig, leråker, sand, väg, park eller äng för att ge cyklisterna tempovariation. Därutöver är hinder vanligt förekommande för att skapa situationer där cykeln måste bäras.